# باشگاه فوتبال آرقه‌داغ
باشگاه فوتبال آرقه‌داغ (روسی: Аркадаг) یک باشگاه فوتبال حرفه‌ای مستقر در آرقه‌داغ ترکمنستان است. این باشگاه که در سال ۲۰۲۳ تأسیس شد، در لیگ عالی ترکمنستان بازی می‌کند.

## تاریخچه
این باشگاه در سال ۲۰۲۳ تاسیس شد. این باشگاه در مسابقات لیگ عالی ترکمنستان شرکت می کند. آنها مورد انتقاد هوادارانی قرار گرفته اند که آنها را متهم کرده اند که مورد توجه مقامات قرار گرفته اند و در حال حاضر در رده اول لیگ یوخاری ۲۰۲۳ هستند.
در نوامبر ۲۰۲۳ ولادیمیر بایراموف با دریافت قراردادی یک ساله سرمربی جدید تیم شد.
در ۳ دسامبر ۲۰۲۳، آرقه‌داغ اولین عنوان قهرمانی خود را در لیگ برتر ترکمنستان با پیروزی ۴–۰ در تقابل با آلتین اسیر به دست آورد. آنها همچنین با پیروزی در تمام مسابقات لیگ تاریخ سازی کردند.

## افتخارات
- لیگ عالی ترکمنستان
- قهرمانی (۲):
- ۲۰۲۳،[۱۰]۲۰۲۴
- جام ترکمنستان
- قهرمانی (۲): ۲۰۲۳، ۲۰۲۴
- سوپر جام ترکمنستان
- قهرمانی (۱): ۲۰۲۴
- جام فدراسیون فوتبال ترکمنستان
- قهرمانی (۱): ۲۰۲۵

### قاره ای
- چلنج لیگ آسیا
- قهرمانی (۱): ۲۵–۲۰۲۴

## تاریخچه مربیان
| Name               | Nationality | Years |
| ------------------ | ----------- | ----- |
| گووانچ محمد اووکوف | ترکمنستان   | ۲۰۲۳  |
| بگنچ محمد کولیف    | ترکمنستان   | ۲۰۲۳  |
| ولادیمیر بایراموف  | ترکمنستان   | ۲۰۲۳– |

## ورزشگاه
زمین خانگی آنها اکنون استادیوم ۱۰۰۰۰ نفری آرقه‌داغ در شهر آرقه‌داغ است.
ورزشگاه نوسای قبلاً زمین خانگی این تیم در مسابقات لیگ یوخاری ۲۰۲۳ بود.

## حامیان مالی
| Period      | Brand | Sponsor                     |
| ----------- | ----- | --------------------------- |
| ۲۰۲۳–تاکنون | جوما  | Arkadag City Administration |